# Niza
Niza är en ort i Kroatien. Den ligger i länet Baranja, i den östra delen av landet, 180 km öster om huvudstaden Zagreb. Niza ligger 94 meter över havet och antalet invånare är 432.
Terrängen runt Niza är mycket platt. Runt Niza är det ganska glesbefolkat, med 48 invånare per kvadratkilometer. Närmaste större samhälle är Našice, 13,6 km sydväst om Niza. Trakten runt Niza består till största delen av jordbruksmark.